# Vadym Vorochylov
Vadym Vorochylov (en ukrainien : Вадим Олександрович Ворошилов), également connu sous son nom de guerre « Karaya », est un pilote de MiG-29 ukrainien engagé dans la guerre russo-ukrainienne.
Vorochylov est décoré de la médaille de Héros de l'Ukraine, la plus haute décoration qui peut être décernée par le gouvernement ukrainien, pour avoir abattu deux missiles de croisière et cinq drones russes avant d'être abattu à son tour le 12 octobre 2022 et d'en sortir vivant. Depuis cette action, Vadym Vorochylov est mis en avant publiquement par les Forces armées ukrainiennes, que ce soit dans les médias ukrainiens ou internationaux.

## Biographie
Vadym Vorochylov naît le 2 février 1994 à Krementchouk, dans l'oblast de Poltava. En 2011, il sort diplômé du lycée militaire de Krementchouk (uk) puis intègre l'université nationale de la force aérienne Ivan Kojedoub (en) de Kharkiv, de laquelle il sort également diplômé en 2016.
Après l'obtention de son diplôme, il est affecté à la 204e brigade d'aviation tactique de 2016 à 2021. Au cours de cette période, il est responsable de la sécurité des vols dans sa brigade et doit dispenser un grand nombre de cours à ce sujet aux membres de son unité. Le volume horaire de ces cours (parfois 61 heures par semaine) et la charge administrative de son poste entraînent sa démission de l'armée de l'air en 2021. Après avoir quitté l'armée, Vadym Vorochylov travaille, toujours dans le domaine de la sécurité aérienne, dans un aérodrome civil.

### Invasion russe de l'Ukraine
Vadym Vorochylov reprend du service le 24 février 2022, jour du lancement de l'invasion à grande échelle de l'Ukraine par la Russie.

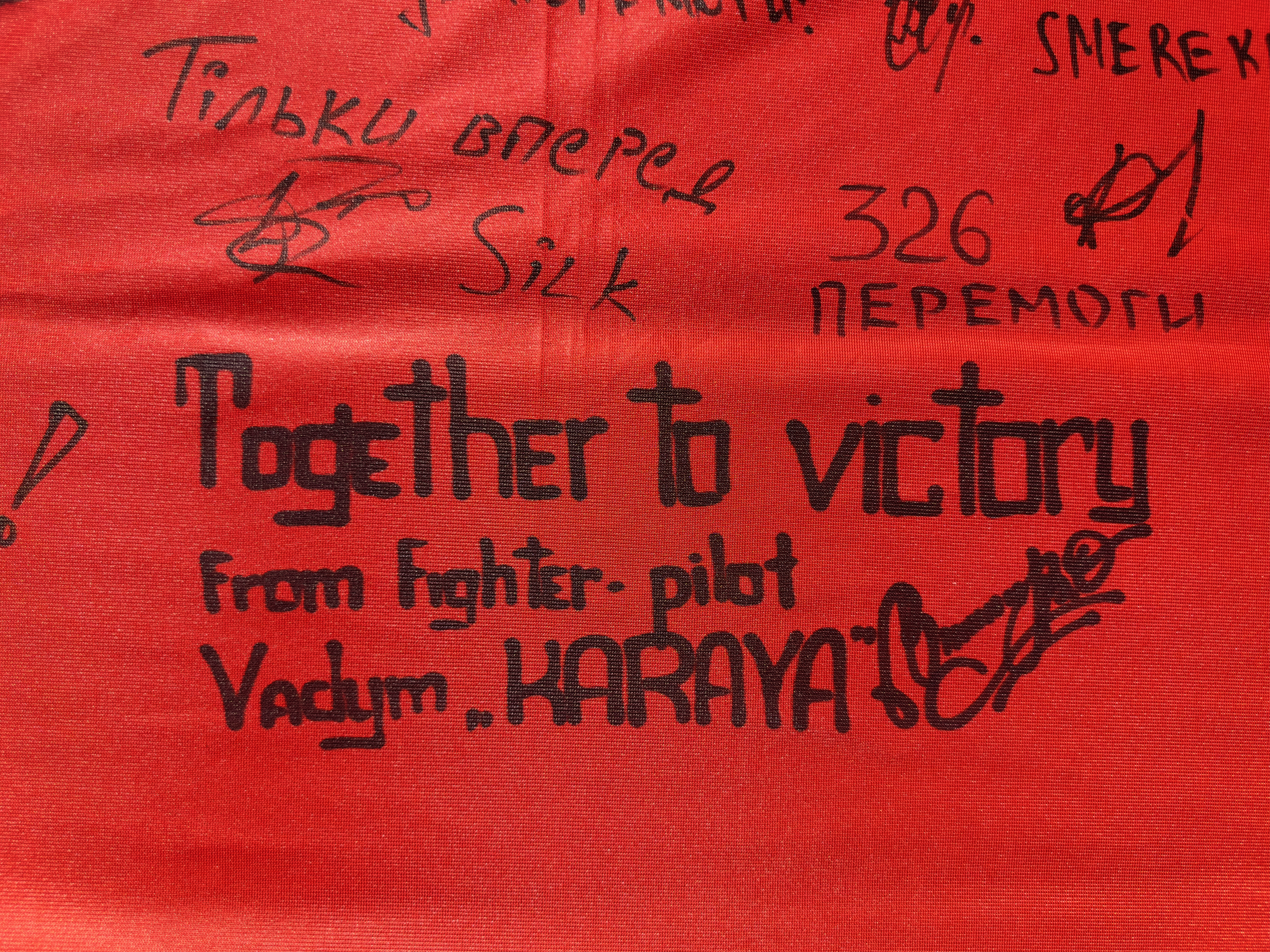
Ensemble vers la victoire (7 avril 2023)

Au cours de la guerre, Vorochylov effectue des sorties aux commandes d'un MiG-29 au-dessus d'Izioum, Jytomyr et Kherson, au sein de la 204e brigade d'aviation tactique. Le 10 octobre 2022, premier jour de la campagne de frappes contre les infrastructures ukrainiennes, il détruit en vol deux missiles de croisière. Deux jours plus tard, Vorochylov décolle à 4h du matin pour une première mission au cours de laquelle il abat deux drones-kamikazes Shahed 136 dans le sud de l'Ukraine. Dans la soirée, il décolle pour une nouvelle alerte et abat trois drones supplémentaires. Cependant, des éclats de sa dernière cible fracassent la verrière de son cockpit et sont aspirés dans les deux moteurs de son MiG-29, qui prennent feu au-dessus de Vinnytsia. Vorochylov est obligé de s'éjecter en urgence, alors que le feu a gagné son cockpit et a commencé à le brûler. Pendant sa chute, Vadym Vorochylov prend un selfie de son visage ensanglanté pour envoyer une preuve de vie aux membres de son unité. Après avoir atterri, il gagne à pied un village des alentours pour appeler les secours.
Après cette action, Vadym Vorochylov est décoré de la médaille de Héros de l'Ukraine le 5 décembre 2022 par Volodymyr Zelensky. À cette occasion, la publication de son selfie par les services de communication de l'armée ukrainienne attirent l'attention sur lui dans son pays et à l'étranger,,,,,.
À partir de décembre 2022, Vadym Vorochylov devient une figure médiatique de l'armée de l'air de son pays : il est notamment surnommé le « tueur de Shahed » par l'armée de l'air. Avant cet incident déjà, il filmait au quotidien la guerre aérienne au-dessus de l'Ukraine pour alimenter son compte Instagram. Au-début de l'année 2023, avec la notoriété qu'il a acquise, Vorochylov est interviewé par le Guardian au moment de la visite de Volodymyr Zelensky à Londres début février 2023. À cette occasion, il appuie les demandes de livraison d'avions de chasse à l'Ukraine,.

## Accusations de néo-nazisme
L'indicatif d'appel de Vadym Vorochylov est Karaya, qui lui sert également de surnom et de pseudonyme sur ses différents réseaux sociaux. Ce surnom (qu'il porte sur son casque de vol) est le même que celui d'Erich Hartmann un pilote de la Luftwaffe qui est aussi le pilote le plus victorieux de tous les temps avec un total de 352 victoires, remportées pour la plupart contre l'Armée rouge. Cette revendication de l'héritage d'un pilote affilié à l'Allemagne nazie a entraîné des critiques dans la sphère pro-russe, accusant Vorochylov d'être un néo-nazi. Hartmann lui-même n'est cependant pas un nazi fanatique. Bien que condamné à 25 ans d'emprisonnement pour crimes de guerre par les autorités soviétiques en 1949, la Russie le réhabilite en 1997 en disant qu'il a été condamné à tort. Vorochylov indique pour sa part avoir choisi cet indicatif d'appel en 2014 « pour plaisanter » lorsque les médias russes ont commencé à qualifier les Ukrainiens de nazis.